# UTC+01:00
| Južni poletni/severni standardni čas Morska območja | Severni poletni/južni standardni čas Standardni čas vse leto |

UTC+01:00 je časovni pas z zamikom +1 uro glede na univerzalni koordinirani čas (UTC). Ta čas se uporablja na naslednjih ozemljih:

## Kot standardni čas (vse leto)

### Afrika
- Alžirija
- Angola
- Benin
- Čad
- Demokratična republika Kongo - zahodni del države
- Ekvatorialna Gvineja
- Gabon
- Kamerun
- Maroko
- Niger
- Nigerija
- Republika Kongo
- Srednjeafriška republika
- Tunizija

## Kot standardni čas (samo pozimi na severni polobli)
| vijolična   | Zahodnoevropski čas - WET (UTC±0) Zahodnoevropski poletni čas - WEST (UTC+1) |
| temno modra | Zahodnoevropski čas - WET (UTC±0)                                            |
| rdeča       | Srednjeevropski čas - CET (UTC+1) Srednjeevropski poletni čas - CEST (UTC+2) |
| bež         | Vzhodnoevropski čas - EET (UTC+2) Vzhodnoevropski poletni čas - EEST (UTC+3) |
| rumena      | Kaliningrajski čas - KT (UTC+2)                                              |
| zelena      | Moskovski čas - FET/MT (UTC+3)                                               |

### Evropa
- Albanija
- Andora
- Avstrija
- Belgija
- Bosna in Hercegovina
- Hrvaška
- Češka
- Črna gora
- Danska, razen Ferskih otokov in Grenlandije
- Francija (brez čezmorskih ozemelj)
- Italija
- Lihtenštajn
- Luksemburg
- Madžarska
- Malta
- Monako
- Nemčija
- Nizozemska
- Norveška, vključno s Svalbard in Jan Mayen
- Poljska
- San Marino
- Severna Makedonija
- Slovaška
- Slovenija
- Srbija
- Španija, razen Kanarskih otokov
- Švedska
- Švica
- Vatikan
- Združeno kraljestvo:
  -  Gibraltar

## Kot poletni čas (samo severna polobla)

### Evropa
- Ferski otoki
- Irska
- Portugalska (razen Azorov)
- Španija:
  - Kanarski otoki
- Združeno kraljestvo:
  - Alderney
  - Guernsey
  - Herm
  - Isle of Man
  - Jersey
  - Sark
  - Severna Irska
  - Velika Britanija